# 章继高
章继高（1933年—），男，天津人，中国电接触技术专家，中国电子学会会士，中国通信学会会士，曾任北京邮电大学教授、博士生导师。